# Sinfonia n. 6 (Mozart)
La Sinfonia n. 6 in Fa maggiore K 43 fu composta da Wolfgang Amadeus Mozart nel 1767. Il musicologo Alfred Einstein, nella sua revisione del catalogo Köchel del 1937, sostiene che la sinfonia sia stata iniziata a Vienna e successivamente completata a Olomouc, città della Moravia in cui la famiglia Mozart si rifugiò per scampare a un'epidemia di vaiolo.

## Struttura
La strumentazione per la prima rappresentazione fu la seguente: due flauti, due oboi, due corni, fagotto, archi e basso continuo. I flauti sono utilizzati nel secondo movimento al posto degli oboi. Per la prima volta in una sinfonia, Mozart usa due parti distinte per le viole.
Questa è la prima sinfonia scritta da Mozart in quattro movimenti, introducendo per la prima volta il Minuetto e il Trio, caratteristica presente in molte delle sinfonie successive. I movimenti previsti sono:
1. Allegro, 4/4
2. Andante, 2/4
3. Minuetto e Trio, 3/4
4. Allegro, 6/8

Il secondo movimento prende in prestito un tema dall'opera in latino Apollo et Hyacinthus, K. 38, scritta da Mozart nel 1767, dove "i violini in sordina cantano sopra il pizzicato dei secondi violini e sopra le viole divise, un effetto incantevole".

## Prima Esecuzione
La sinfonia fu inclusa in un concerto organizzato dal Conte di Schrattenbach, fratello dell'Arcivescovo di Salisburgo, e eseguito dalla famiglia Mozart il 30 dicembre 1767 alla taverna di Brno. Un religioso locale racconta: "Assistetti a un concerto musicale in una casa in città nota come Taverna, in cui l'undicenne di Salisburgo e la sua sorella di quindici anni, accompagnati da vari strumenti suonati dagli abitanti di Brno, hanno suscitato l'ammirazione di tutti".